# Made for Me
Made for Me è un singolo della cantautrice statunitense Muni Long, pubblicato il 15 settembre 2023 come primo estratto dal terzo album in studio Revenge.

## Descrizione
Made for Me è stata descritta come una ballata R&B «dolce» e «nostalgica», nella quale l'interprete esprime la propria ammirazione per il suo partner.

## Video musicale
Il video musicale, diretto da Des Gray e Trinidad James, è stato reso disponibile il 17 gennaio 2024 e conta la partecipazione del cantante statunitense Luke James.

## Tracce
Testi e musiche di Muni Long, Jermaine Dupri, Bryan-Michael Cox e JordanXL.
Download digitale, streaming – 1ª versione
1. Made for Me – 3:08

Download digitale, streaming – 2ª versione
1. Made for Me (Soul Train Performance Live) – 3:28
2. Made for Me (Instrumental) – 3:07

Download digitale, streaming – 3ª versione
1. Made for Me (Live on BET) – 3:20

Download digitale, streaming – Remixes
1. Made for Me (con Ghost Town DJs) (GhostownDJS Remix) – 3:00
2. Made for Me – 3:08
3. Made for Me (con BNYX®) (BNYX® Remix) – 2:55
4. Made for Me (con Lil Jon & Kronic) (Lil Jon & Kronic Remix) – 3:32
5. Made for Me (con Yumbs) (Yumbs' Amapiano Remix) – 4:05
6. Made for Me (Soul Train Performance Live) – 3:28

Download digitale, streaming – 4ª versione
1. Made for Me (con Mariah Carey) – 3:09

## Classifiche

### Classifiche settimanali
| Classifica (2024) | Posizione massima |
| ----------------- | ----------------- |
| Canada            | 62                |
| Nuova Zelanda     | 14                |
| Regno Unito       | 36                |
| Stati Uniti       | 20                |
| Sudafrica         | 5                 |

### Classifiche di fine anno
| Classifica (2024) | Posizione |
| ----------------- | --------- |
| Stati Uniti       | 56        |